# Dicranoweisia microcarpa
Dicranoweisia microcarpa là một loài rêu trong họ Dicranaceae. Loài này được Hook. & Wilson Paris mô tả khoa học đầu tiên năm 1896.